# Cheb-Skalka (železniční zastávka)
Cheb-Skalka je železniční zastávka na trati Norimberk–Cheb, blízkosti sídliště Skalka v Chebu.

## Historie
Na zastávce byl zahájen provoz 24. 6. 2006. Myšlenka na vybudování nové zastávky vznikla v souvislosti s krajinnou výstavou, které se podle odhadů mělo zúčastnit až několik set tisíc návštěvníků.

## Popis
Zastávka se nachází v blízkosti přejezdu P314 a je vybavena proskleným přístřeškem s 8 kovovými sedátky a osvětlením. Nachází se zde jedno nástupiště, jež je tvořeno betonovými panely s vodicí linií pro nevidomé a signálním pásem.[zdroj?] Informovanost zajišťuje rozhlas, vybaven systémem INISS 2.
Zastávka se opakovaně potýká s vandalismem, např. rozbití skleněných výplní či posprejování.